# Chris Watson
John Christian Watson (9 tháng 4 năm 1867 – 18 tháng 11 năm 1941), tên thường gọi là Chris Watson, là thủ tướng thứ ba của Úc. Ông là lãnh tụ đầu tiên của Đảng Lao động Úc trong Quốc hội Úc. Mặc dù ông chỉ tại chức có 4 tháng trong năm 1904, Watson "để lại ấn tượng sâu đậm trong nhiệm kỳ của ông. Ông hiện diện đúng lúc cho đảng của mình, và đối với đảng này không có gì quý hơn là sự thành thực, nhã nhặn và khiêm tốn mà ông luôn thể hiện trong vai trò một nhà lãnh tụ".